# FC Stumbras
El FC Stumbras és un club de futbol lituà de la ciutat de Kaunas. fundat el 2013.
L'estiu del 2019, el club va deixar d'existir. Finalment, van ser eliminats de la divisió d'elit.

## Palmarès
- 1 Lliga lituana de futbol: 1
  - 2014

## Entrenadors
- Gerhardas Kvedaras (2010–2014)
- Rolandas Čepkauskas (2014–2015)
- Darius Gvildys (2015-2016)
- Mariano Barreto (2016-2018)
- João Luís Gouveia Martins (2019)